# Hyannis, Nebraska
Hyannis är en by i Grant County i delstaten Nebraska, USA. Befolkningen uppgick till 182 personer vid 2010 års folkräkning. Hyannis är administrativ huvudort (county seat) i Grant County.